# فرانك فليت
فرانك فليت (بالإنجليزية: Frank Fleet)‏ هو لاعب كرة قاعدة أمريكي، ولد في 1848 في نيويورك في الولايات المتحدة، وتوفي بنفس المكان في 13 يونيو 1900.

## وصلات خارجية
- فرانك فليت على موقعبيزبول رفرنس.كوم (الدوري الرئيسي) (الإنجليزية)
- فرانك فليت على موقعبيزبول رفرنس.كوم (الدوري الثانوي) (الإنجليزية)
- فرانك فليت على موقع مشجعي الرسوم البيانية (الإنجليزية)